# Gračanica (Doboj)
Gračanica (serbisch-kyrillisch Грачаница; deutsch veraltet Gratschanitz) ist eine Stadt im nordöstlichen Teil von Bosnien und Herzegowina, im Kanton Tuzla in der Föderation Bosnien und Herzegowina. Das Gemeindegebiet umfasst einen großen Teil der Ebene des Flusses Spreča im unteren Flussverlauf sowie einen Teil des Trebava-Gebirges.
Das heutige Stadtgebiet umfasst eine Fläche von 219,5 Quadratkilometern, setzt sich aus 18 Ortschaften zusammen und zählte 2013 etwa 45.000 Einwohner. Gračanica grenzt an die Gemeinde Gradačac im Norden, an Srebrenik im Osten sowie an Lukavac im Südosten und Petrovo im Süden. Im Westen grenzt die Gemeinde an die Stadt Doboj und an die kleine Gemeinde Doboj Istok.

## Geschichte
Die Stadt umfasste vor dem Bosnienkrieg im Jahre 1991 eine Fläche von 387 Quadratkilometern, setzte sich aus 28 Ortschaften zusammen und zählte 59.134 Einwohner. Nach dem Krieg und dem Vertrag von Dayton wurde aus einem Teil des Gemeindegebiets die Gemeinde Petrovo geschaffen, welche seitdem zur Republika Srpska zählt.
Gračanica erhielt 1548 den Status einer Stadt. Die stärkste Entwicklung erlebte Gračanica Ende des 17. Jahrhunderts, während der Herrschaft des Ahmed-paša Budimlija, der die Stadtmoschee, den Hamam sowie die Sahat Kula (Uhrturm), seit dieser Zeit das Wahrzeichen der Stadt, erbaute.

## Bevölkerung
Zur Volkszählung 2013 bezeichneten sich
- 43.857 Einwohner als Bosniaken (96,99 %)
- 157 als Serben (0,35 %)
- 72 als Kroaten (0,16 %)
- 1.134 als Angehörige anderer Gruppen (2,51 %)[1]

## Verkehr
Seit 1886 führt eine Eisenbahn von Doboj durch das Sprečatal zur Industriestadt Tuzla. Von 1898 bis 1967 verband eine 6 Kilometer lange Stichstrecke in bosnischer Spurweite Gračanica mit dem Bahnhof Karanovac an der Bahnstrecke Doboj–Tuzla.

## Persönlichkeiten
- Vedin Musić (* 1973), Fußballspieler
- Mihret Topčagić (* 1988), Fußballspieler
- Edvin Kanka Ćudić (* 1988 in Brčko), Menschenrechtsaktivist, teils in Gračanica aufgewachsen.
- Omer Mehmedović (* 2000), Handballspieler